# Peter Turrini

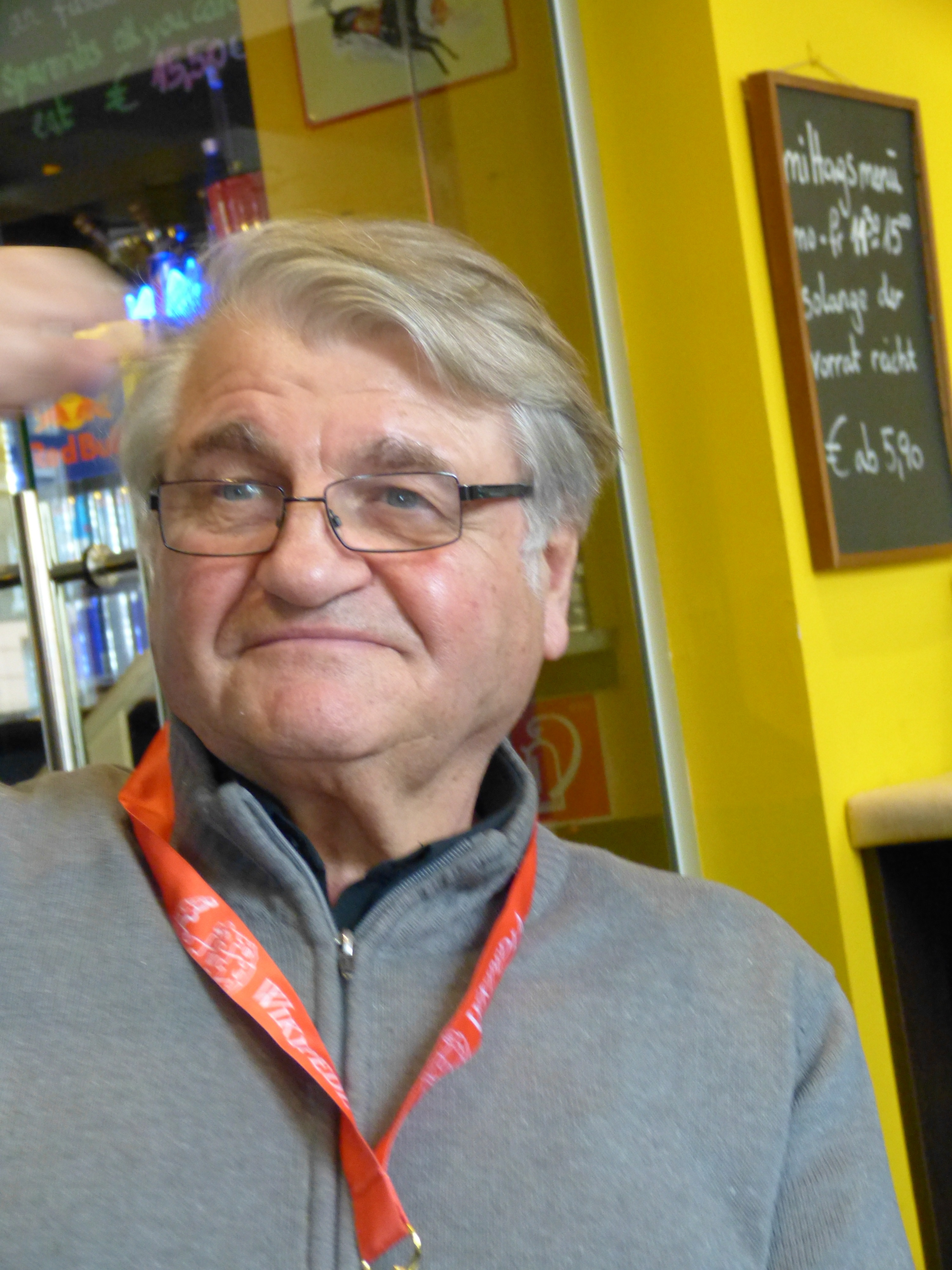
Peter Turrini (Vídeň, 2013)

Peter Turrini (* 26. září 1944, Sankt Margarethen, Třetí říše) patří k nejvýznamnějším a světově nejhranějším současným rakouským dramatikům. Je představitelem tzv. „divadla šoku“.

## Život
Turrini se narodil v roce 1944 v Sankt Margarethenu v Korutanech do rodiny uměleckého truhláře, který ve třicátých letech našel v této nejjižnější spolkové zemi Rakouska obživu a usadil se tam. Vzhledem k tomu, že matka byla prostá selka a otec Ital, okolní společnost ve vesnici Maria Saal je - ani jejich syna Petera - nikdy nepřijala.
Ve čtrnácti letech se Peter začal, okouzlen jazykem jako takovým, pokoušet o první literární práce; setkání s H. C. Artmannem a s Thomasem Bernhardem zásadně ovlivnila jeho budoucí tvorbu. Po maturitě na obchodní akademii v r. 1963 se živil nejrůznějším způsobem - pracoval jako slévač, skladník, reklamní textař, dřevorubec, barman, hotelový manažer, herec aj. Část života strávil také v Řecku (mj. i v komuně hippies) a v Itálii. Od roku 1971 působí jako spisovatel na volné noze.
Svou první divadelní hrou Rozznjagd se Turrini rázem proslavil nejen v Rakousku, ale i na evropských jevištích. Patří k politicky silně angažovaným autorům, hlásil se k levici, píše provokativní hry, které se nejednou staly skandálem kulturní sezóny. Jeho díla byla přeložena do více než třiceti jazyků.
V roce 1981 obdržel v Berlíně prestižní literární cenu Gerharda Hauptmanna. Žije ve Vídni a v Retzu.

## Dílo (výběr)
- 1971 - Hon na krysy. Na motivy Willarda Manuse.[4] Napsáno ve vídeňském dialektu. První uvedení 22. ledna 1971 ve Wiener Volkstheater. Do roku 1993 byla v německy mluvících zemích inscenována 62x a byla přeložena do 15 jazyků.
- 1971 - Zero, zero. Divadelní hra. První uvedení 22. května 1972 v rámci Vídeňských týdnů v Theater an der Wien
- 1972 - Zabíjačka. Lidová hra. První uvedení 15. ledna 1972 v Kammerspiele v Mnichově
- 1972 - Nejbláznivější den. Volně podle Beaumarchaise. První uvedení 26. února 1972 v Landestheater Darmstadt. Československá premiéra v Divadle E. F. Buriana v Praze 21. září 1978
- 1972 - Prožitky v ústní dutině. Román
- 1973 - Dětská vražda. První uvedení 10. března 1973 ve Stadttheater Klagenfurt
- 1973 - Hostinská. Volně podle Goldoniho. První uvedení 24. listopadu 1973 v Schauspielhaus v Norimberku
- 1974 - Fonoptický. Terror. Pozdrav Tobě. První uvedení 16. června 1974 na studiové scéně Villach
- 1974-1979 - Alpská sága. S Wilhelmem Pevnym. TV série o šesti dílech – vysíláno zároveň na německém i rakouském televizním kanálu a poté ve více než 20 zemích světa
- 1977 - Sedlák a milionář. TV film
- 1978 - Turriniho čítanka I. Hry, pamflety, filmy, reakce
- 1980 - Alpská sága. Další tři díly TV série
- 1980 - Několik kroků nazpět. Básně
- 1980 - Josef a Marie. Hra. První uvedení 8. listopadu 1980 Wiener Volkstheater v rámci festivalu Štýrský podzim
- 1980 - Josef a Marie. TV film
- 1981 - Občané. Divadelní hra. První uvedení 27. ledna 1981 ve Wiener Volkstheater
- 1982 - Náměstíčko. Volně podle Goldoniho. První uvedení 26. září 1982 ve Wiener Volkstheater
- 1983 - Turriniho čítanka II. Hry, filmy, básně, reakce
- 1984 - Dušnost. Film
- 1986 - Je to dobrá země. Příležitostné texty
- 1987 - Faust III. Komedie (tu a tam). První uvedení 3. prosince 1987 v Theater Nero v Theater im Künstlerhaus ve Vídni
- 1988 - Mé Rakousko. Rozhovory, polemiky odpovědi
- 1988 - Méně výkonní. Drama. První uvedení 1. června 1988 ve Wiener Akademietheater
- 1988-1990 - Dělnická sága. TV série o čtyřech částech
- 1990 - Smrt a Ďábel. Kolportáž. První uvedení 10. listopadu 1990 v Burgtheater Wien. Česká premiéra Divadlo LETÍ v NoD Roxy 23. října 2006
- 1991 - Peter Turrini – texty, data, obrazy
- 1993 - Alpské červánky. Hra. První uvedení 17. února 1993 ve Wiener Burgtheater
- 1993 - Klasik v pornoshopu. Podle hry Willarda Manuse „Love Boutique“. První uvedení 20. února 1993 v Berliner Ensemble. Česká premiéra v Národním divadle moravskoslezském v Ostravě 12. ledna 2002
- 1993 - Ve jménu lásky. Básně
- 1995 - Bitva o Vídeň. Hra o třech dějstvích. První uvedení 13. května 1995 v Burgtheater Wien
- 1996 - Drazí vrahové! O dnešku, divadle a laskavém Bohu. Próza
- 1997 - Hotovo. Konec. Monolog. První uvedení 7. června 1997 ve Wiener Akademietheater. Česká premiéra v Národním divadle v Praze 7. února 2005
- 1998 - Láska na Madagaskaru. První uvedení 3. dubna 1998 ve Wiener Akademiethater
- 1999 - Podivný sen. Čítanka I.
- 1999 - Opak je pravdou. Čítanka II.
- 1999 - Doma jsem jen zde: v divadle. Čítanka III.
- 1999 - Smrt a Ďábel. Opera Gerda Kühra (hudba) a Petera Turriniho (libreto). První uvedení 17. září 1999 v Grazer Oper
- 1999 - Josef a Marie. Hra. Nové vydání 1998. První uvedení 7. října 1999 v Theater in der Josefstadt. Česká premiéra v Národním divadle v Praze 6. dubna 2006
- 2000 - Kasino. Taneční hra – uvedeno 21. ledna 2000 v Kasino am Schwarzenbergplatz
- 2000 - Zahájení. První uvedení 21. října 2000 v Schauspielhaus Bochum
- 2001 - Zatčení Johanna Nepomuka Nestroye. Film
- 2001 - Miluji tuto zem. První uvedení na podzim 2001 v Berliner Ensemble
- 2002 - Obr ze Steinfeldu. Opera. Hudba: Friedrich Cerha. Libreto: Peter Turrini – uvedeno ve Wiener Staatsoper
- 2002 - Da Ponte v Santa Fe. Hra
- 2005 - Vpád temnoty. První uvedení v režii Dietmara Pflegerla ve Stadttheatru Klagenfurt
- 2006 - Můj Nestroy. První uvedení 14. září 2006 v Theater in der Josefstadt. Česká premiéra v Národním divadle v Brně 14. března 2008
- 2007 - Každému, co jeho jest. Se Silke Hasslerem. Lidová opereta. První uvedení v režii Michaela Sturmingera 8. března 2007 ve Stadttheater Klagenfurt
- 2007 - Zahájení. První uvedení nové verze ve Stadttheater Klagenfurt
- 2007 - Sluha dvou pánů (podle Carla Goldoniho). První uvedení 15. listopadu 2007 v Theater in der Josefstadt